# Mirosław Sielatycki
Mirosław Zenon Sielatycki (* 1957, Sulęcin) je polský učitel, autor různých učebnic a textů.

## Biografie
Vystudoval Vratislavskou univerzitu, v letech 1993 až 1997 byl učitelem zeměpisu a astronomie na varšavské škole škole VI Liceum Ogólnokształcące im. Tadeusza Reytana w Warszawie, později (v letech 1999 až 2006) působil jako ředitel Centra dalšího vzdělávání učitelů (CODN), kam jej dosadil tehdejší premiér Jerzy Buzek.

### Kauza 'Kompas'
Stal se známým především díky kauze, která začala poté, kdy jej ministr školství Roman Giertych 6. června 2006 odvolal z funkce ředitele CODN. Tento krok zdůvodnil tím, že jím vydaná publikace Rady Evropy s názvem „Kompas, Výchova mládeže k lidským právům“ (polsky Kompas - edukacja o prawach człowieka w pracy z młodzieżą) propaguje homosexualitu. Giertych následně publikaci zakázal. Proti této akci vystoupila polská opozice (SLD), ale také i mnohé osobnosti polského veřejného života a organizace jako Rada Evropy, polský Helsinský výbor (který mu poskytl také advokáta) nebo Amnesty International. Celá záležitost skončila u soudu, kterého se účastnil i polský ombudsman. Sielatycki spor vyhrál.

## Publikace
- Nowa Szkoła Integracja międzyprzedmiotowa
- Przedsiębiorczość ćwiczenia i przedsięwzięcia przedmiotowe dla szkół
- Budujemy kapitalizm
- Człowiek bliżej Ziemi
- Rozwój zrównoważony w edukacji szkolnej
- Europa na co dzień
- Integrująca się Europa
- Europa twoja długoterminowa lokata
- Partnerzy Polacy i Niemcy w nowej Europie
- Sąsiedzi Polska i Ukraina w nowej Europie
- Ścieżka przyrodnicza wokół Małego i Wielkiego Stawu w Karkonoszach
- Polska w NATO